# Sabahski bisaya jezik
Sabahski bisaya jezik (ISO 639-3: bsy; basaya, besaya, bisaia, bisayah, jilama bawang, jilama sungai), malajsko-polinezijski jezik uže dusunske skupine, kojim govori oko 15 800 ljudi (2000) u Sabahu, Malezija, osobito duž rijeke Padas, zapadno od Beauforta i na jugu distrikta Kuala Penyu.
Podklasificiran je podskupini bisaya. 90% razumljiv jeziku tatana [txx].

## Vanjske poveznice
- Ethnologue (14th)
- Ethnologue (15th)